# Eumesocampa danielsi
Eumesocampa danielsi är en urinsektsart som beskrevs av Filippo Silvestri 1933. Eumesocampa danielsi ingår i släktet Eumesocampa och familjen Campodeidae. Inga underarter finns listade i Catalogue of Life.